# Hotagens socken
Hotagens socken i Jämtland ingår sedan 1974 i Krokoms kommun, och motsvarar från 2016 Hotagens distrikt.
Socknens areal är 1 922,50 kvadratkilometer, varav 1 793,49 land. År 2000 fanns här 378 invånare. Tätorten och kyrkbyn Hotagen med sockenkyrkan Hotagens kyrka ligger i socknen.

## Administrativ historik
Hotagens församling och Hotagens landskommun bildades genom utbrytningar ur Föllinge församling 1846 respektive Föllinge landskommun 1901. Landskommunen inkorporerades åter i Föllinge landskommun 1969 och som sedan 1974 uppgick i Krokoms kommun. Församlingen uppgick 2006 i Föllingebygdens församling.
1 januari 2016 inrättades distriktet Hotagen, med samma omfattning som församlingen hade 1999/2000.
Socknen har tillhört fögderier, tingslag och domsagor enligt vad som beskrivs i artikeln Jämtland.

## Geografi
Hotagens socken kring sjöarna Hotagen, Valsjön och Häggsjön som avvattnas genom Hårkan. Socknen är en kuperad skogs- och fjälltrakt, som är bebyggd endast kring sjöarna. Norra delen av Hotagens socken upptas av Hotagsfjällen vars högsta höjd i Munsfjället når 1 187 meter över havet. I sydväst ligger Ansätten.
Området längst i norr ligger inom Ammeråns dalgång. Norra delen av socknen upptas av Hotagens naturreservat. Området omfattas till stor del av Jijnjevaerie sameby (tidigare Hotagens sameby).

### Geografisk avgränsning
I sydvästra delen av Hotagens socken ligger byn Bakvattnet samt fjället Ansätten (1091 m ö.h.). Vid Finntjärnen söder om Ansätten ligger "tresockenmötet" Hotagen-Föllinge-Offerdal.
Gränsen mot Föllinge socken i söder och sydväst går från Finntjärnen mot nordost till Häggsjön.
I väster (sydväst) gränsar Hotagen mot Offerdals socken hela vägen upp till Jutehatten (160 m ö.h.) på gränsen till Norge.
I den sydvästra delen av Hotagens socken ligger bl.a. Häggsjövik, Rörvattnet, Rötviken samt Hotagens kyrkby. Länsväg 340 går genom området. Längre norrut ligger Valsjöbyn och Gunnarvattnet.
I sydost möts Hotagens, Föllinge och Laxsjö socknar vid Storflon, som är Häggsjöns utflöde mot Ålviksfjärden i sjön Hotagen. Gränsen mellan Hotagen och Laxsjö socken i sydost går från Häggsjön över Foskberget och över södra delen av Stor-Foskvattnet (472 m ö.h.) upp till Stor-Erfjället (918 m ö.h.). Därifrån går gränsen vidare mot nordost över Hundklumpen, norr om Lakavattnet (i Laxsjö) och Stakafjäll. 
Nordväst om Öjarsklumpen (i Ströms socken), ligger "tresockenmötet" Hotagen-Laxsjö-ström.
I öster gränsar Hotagens socken mot Ströms socken i Strömsunds kommun. Norr om Lillklumpvattnet faller gränsen skarpt av mot nordväst och passerar väster om Sjättvattnet, till Råkvattnet (526 m ö.h.) och fortsätter väster om Långvattnet upp till västra sidan av Gräsvattnet (378 m ö.h.). Här ligger "tresockenmötet" Hotagen-Ström-Frostviken. 
I norr avgränsas här Hotagens socken av Frostvikens socken (Strömsunds kommun). Gränsen mellan Hotagen och Frostviken är cirka 34 km lång och passerar mellan Dunnervattnet i Hotagen och Dunnerklumpen (729 m ö.h.) i Frostviken. Den går vidare mot väster över norra deleen av Munsfjället (1188 m ö.h.), över Hällingsån cirka 2 km söder om (uppströms) Hällingsåfallet i Frostviken. Gränsen når norska gränsen mellan riksröse 189A och 189 strax söder om Rörvattensfjället.
Hotagens sockens gräns mot Norge är cirka 55 km lång. Socknen gränsar mot Lierne kommun i Trøndelag fylke. På riksgränsen i trakten av Valsjöbyn ligger sjöarna Gunnarvattnet (388 m ö.h.), Rengen (344 m ö.h.) samt Valsjön (332 m ö.h.).
Vid sjön Stor-Kingen (374 m ö.h.) ligger riksröse 184, vid vilket riksgränsen viker av tvärt mot västnordväst och går över Höbergsfjället fram till Jutehatten (1060 m ö.h.) där riksröse 182 ligger. Detta röse utgör även mötespunkt mellan Hotagens socken och Offerdals socken på svenska sidan och Lierne kommun på norska sidan. I detta område flyter Grubbdalsån samt Stensjöån genom socknen. 
Gränsen mot Offerdals socken går från Jutehatten mot sydost till Finntjärnen

## Fornlämningar
Inom Hotagens socken har man funnit ungefär 45 boplatser från stenåldern. De visar på norrländsk fångstkultur. Det finns cirka 40 fångstgropar. Nuvarande bygd är från 1700-talet. På platsen för det äldsta kapellet finns en ödekyrkogård.

## Namnet
Namnet (1645 Hotagen) kommer från sjön, Hotagen. Efterleden är agen, 'vatten, sjö'. Förleden kan innehålla hvata, 'stinga, stöta' och 'hvatr, 'snabb' som ger tolkningen 'den stingande, hotande sjön'.

## Befolkningsutveckling
| Befolkningsutvecklingen i Hotagens socken 1810–1990                                                      | Befolkningsutvecklingen i Hotagens socken 1810–1990 | Befolkningsutvecklingen i Hotagens socken 1810–1990 | Befolkningsutvecklingen i Hotagens socken 1810–1990 | Befolkningsutvecklingen i Hotagens socken 1810–1990 |
| --- | --------------------------------------------------- | --------------------------------------------------- | --------------------------------------------------- | --------------------------------------------------- |
| |                                                     |                                                     |                                                     |                                                     |
| År |                                                     |                                                     | Folkmängd                                           |                                                     |
| 1810 | 1810                                                |                                                     | 201                                                 |                                                     |
| 1820 | 1820                                                |                                                     | 171                                                 |                                                     |
| 1830 | 1830                                                |                                                     | 236                                                 |                                                     |
| 1840 | 1840                                                |                                                     | 298                                                 |                                                     |
| 1850 | 1850                                                |                                                     | 330                                                 |                                                     |
| 1860 | 1860                                                |                                                     | 559                                                 |                                                     |
| 1870 | 1870                                                |                                                     | 657                                                 |                                                     |
| 1880 | 1880                                                |                                                     | 787                                                 |                                                     |
| 1890 | 1890                                                |                                                     | 1 047                                               |                                                     |
| 1900 | 1900                                                |                                                     | 1 102                                               |                                                     |
| 1910 | 1910                                                |                                                     | 1 028                                               |                                                     |
| 1920 | 1920                                                |                                                     | 1 123                                               |                                                     |
| 1930 | 1930                                                |                                                     | 1 068                                               |                                                     |
| 1940 | 1940                                                |                                                     | 1 139                                               |                                                     |
| 1950 | 1950                                                |                                                     | 959                                                 |                                                     |
| 1960 | 1960                                                |                                                     | 911                                                 |                                                     |
| 1970 | 1970                                                |                                                     | 651                                                 |                                                     |
| 1980 | 1980                                                |                                                     | 511                                                 |                                                     |
| 1990 | 1990                                                |                                                     | 467                                                 |                                                     |
| Anm: Källor: Umeå universitet - Tabellverket 1749-1859, Demografiska databasen, CEDAR, Umeå universitet. |                                                     |                                                     |                                                     |                                                     |